# Barão de Howorth de Sacavém
Barão de Howorth de Sacavém, por vezes simplificado em Barão de Sacavém, é um título nobiliárquico criado por D. Luís I de Portugal, por Decreto de 16 de Julho de 1885, em favor de John Stott Howorth.
Titulares
1. John Stott Howorth, 1.º Barão de Howorth de Sacavém.